# Motorpoint/Saison 2011
Dieser Artikel listet Erfolge und Mannschaft des Radsportteams Motorpoint in der Saison 2011 auf.

## Erfolge in der UCI Europe Tour
In den Rennen der Saison 2011 der UCI Europe Tour gelangen die nachstehenden Erfolge.
| Datum    | Rennen                                 | Kat. | Fahrer             |
| -------- | -------------------------------------- | ---- | ------------------ |
| 8. April | 3. Etappe Cinturón Ciclista a Mallorca | 2.2  | Ian Bibby          |
| 27. Mai  | 6. Etappe An Post Rás                  | 2.2  | Marcin Białobłocki |

## Zugänge – Abgänge
| Zugänge            | Team 2010     | Abgänge                        | Team 2011          |
| ------------------ | ------------- | ------------------------------ | ------------------ |
| Tobyn Horton       | Team Sprocket | Ed Clancy                      | Rapha Condor-Sharp |
| Marcin Białobłocki | Neoprofi      | Andrew Tennant                 | Rapha Condor-Sharp |
| William Bjergfelt  | Neoprofi      | Steven Burke                   | UK Youth           |
| Andrew Magnier     | Neoprofi      | Malcolm Elliott (bis 31. Juli) | Karriereende       |

## Mannschaft
| Name               | Geburtstag        | Nationalität           |
| ------------------ | ----------------- | ---------------------- |
| Marcin Białobłocki | 2. September 1983 | Polen                  |
| Ian Bibby          | 20. Dezember 1986 | Vereinigtes Königreich |
| William Bjergfelt  | 4. Dezember 1978  | Vereinigtes Königreich |
| Lee Davis          | 18. Juni 1970     | Vereinigtes Königreich |
| Tobyn Horton       | 7. Oktober 1986   | Vereinigtes Königreich |
| Andrew Magnier     | 6. Juli 1988      | Vereinigtes Königreich |
| Jonathan McEvoy    | 2. August 1989    | Vereinigtes Königreich |
| Andrew Roche       | 22. November 1971 | Irland                 |
| James Sampson      | 24. Juli 1986     | Vereinigtes Königreich |
| Peter Williams     | 13. Dezember 1986 | Vereinigtes Königreich |

## Platzierungen in UCI-Ranglisten
UCI Asia Tour 2011
|      | Fahrer             | Punkte |
| ---- | ------------------ | ------ |
| 85.  | Jonathan McEvoy    | 37     |
| 128. | Ian Bibby          | 20     |
| 321. | Marcin Białobłocki | 3      |

UCI Europe Tour 2011
|       | Fahrer             | Punkte |
| ----- | ------------------ | ------ |
| 232.  | Ian Bibby          | 67     |
| 441.  | Marcin Białobłocki | 35     |
| 640.  | Jonathan McEvoy    | 19     |
| 752.  | Peter Williams     | 12     |
| 1064. | Tobyn Horton       | 5      |